# Млонк, Петр
Петр Млонк, другие вариант фамилии — Млоньк, Млынк, немецкий вариант — Петер Млонк (в.-луж. Pětr Młónk (Młóńk, Młynk), нем. Peter Mlonk; 19 марта 1805 года, деревня Жичень, Лужица, королевство Саксония — 6 февраля 1887 года, деревня Мала-Борщ, Лужица, королевство Саксония) — серболужицкий общественный деятель, публицист и поэт.

## Биография
Родился 19 марта 1805 года в крестьянской семье в серболужицкой деревне Жичень в окрестностях Будишина. Обучался в народной школе в селе Годзий, которую оставил в 1818 году в связи с трудным положением в семье. С 17-летнего возраста работал наёмным рабочим на различных крестьянских хозяйствах. С 1822 по 1833 год служил в саксонской армии в Дрездене. После армии трудился в сельском хозяйстве. С 1844 по 1847 год работал на строительстве железной дороги на участке Дрезден-Гёрлиц.
В 1848 году был одним из организаторов серболужицкого культурно-просветительского общества «Матица сербская». Принимал активное участие в общественной жизни серболужицкого народа. Был судьёй в деревне Зибитц (Siebitz), где сотрудничал с писателем и лютеранским священнослужителем Яромером Имишем. Во время революционных событий в Германии был одним из участников по организации так называемой петиции «Wulka próstwa Serbow» (Великое обращение серболужичан), которая была направлена в Саксонский парламент. Эту петицию подписали около 40 тысяч серболужичан. 19 марта 1876 года избран почётным членом «Матицы сербской».
Во военной время службы начал писать свои первые стихотворения. Написал несколько сотен стихотворений на различные темы, которые в основном публиковались на страницах газеты «Serbske Nowiny». Его поэтические произведения имели большой успех в его время и оказали значительное влияние на творчество серболужицких поэтов Ганьжи Бударёвой, Гандрия Фалки, Яна Гайнцы, Густы Гатаса и Яна Кружи.
В 1879 году издал в Будишине свои некоторые произведения в сборнике «Kěrluše a spěwy wot Pětra Młónka w Dźiwoćicach».
В 1867 году вышел на пенсию. Будучи пенсионером, был руководителем церковного хора. Скончался 6 февраля 1887 года во время крестного хода. Похоронен 9 февраля на кладбище в селе Гёда.